# Oligoclada laetitia
Oligoclada laetitia är en trollsländeart som beskrevs av Friedrich Ris 1911. Oligoclada laetitia ingår i släktet Oligoclada och familjen segeltrollsländor. Inga underarter finns listade i Catalogue of Life.